# الرومانية الكاثوليكية في لاوس

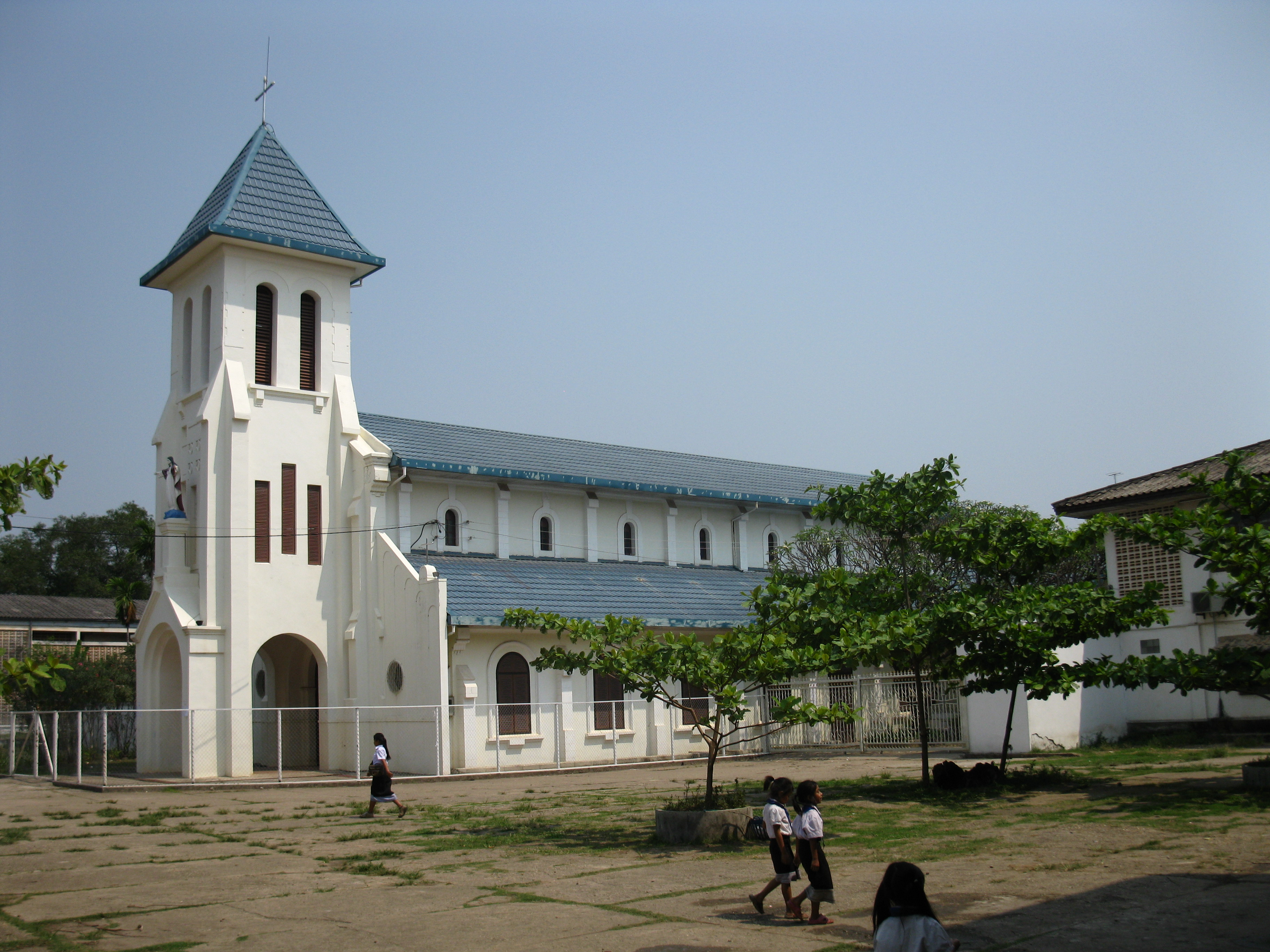
كاتدرائية القلب المقدس الكاثوليكية في فيينتيان.

الكنيسة الكاثوليكية اللاوسيَّة هي جزء من الكنيسة الكاثوليكية العالمية في ظل القيادة الروحية للبابا في روما. يعود حضور الكنيسة الكاثوليكية في البلاد خلال الحقبة الإستعماريَّة الفرنسيَّة. وتعترف الحكومة الشيوعية بالكنيسة الكاثوليكية، وتقدَّر أعداد الكاثوليك بحوالي 45,000، العديد منهم من ذوي الأصول العرقيَّة الفيتناميَّة، ويتركزون في المراكز الحضرية الرئيسية والمناطق المحيطة بها على طول نهر ميكونغ وفي المناطق الوسطى والجنوبية من البلاد. لدى الكنيسة الكاثوليكية حضور راسخ في خمس من المقاطعات الوسطى والجنوبية الأكثر اكتظاظاً بالسكان، وفي هذه المناطق يقدر لكاثوليك على العبادة بشكل علني، كما أنَّ أنشطة الكنيسة الكاثوليكية أكثر تقييداً في الشمال.
يُشرف واحد من اثنين من الأساقفة المقيمين في فيينتيان على أبرشية فيينتيان، وهي مسؤولة عن الجزء الأوسط من البلد. ويقيم الأسقف الثاني في فينتيان وهو أسقف لوانغ برابانغ. وقد تم تعيينه في الجزء الشمالي من البلاد، وعلى الرغم من أن الحكومة لم تسمح له بتولي منصبه، إلا أنه سُمح له بالسفر بزيارة التجمعات الكاثوليكية في شمال البلاد. وقد تم الإستيلاء على ممتلكات الكنيسة الكاثوليكيَّة في لوانغ برابانغ بعد عام 1975. وقد قام مركز تدريب كاثوليكي غير رسمي في ثاخك بإعداد عدد قليل من الكهنة لخدمة المجتمع الكاثوليكي المحلي. وتخدم العديد من الراهبات الأجانب مؤقتاً في أبرشية فيينتيان. لا توجد أبرشيات في البلاد، ولكنها كاثوليك البلاد متوزعين على نيابات رسوليَّة وهي النيابة الرسولية في لوانغ برابانغ، والنيابة الرسولية في باكسي، والنيابة الرسولية في سافاناخيت والنيابة الرسولية في فيكاريان فيينتيان.